# 阿羅約塞科 (新墨西哥州)
阿羅約塞科（英語：Arroyo Seco）是位於美國新墨西哥州陶斯縣的普查規定居民點。

## 人口
根據2020年美國人口普查的數據，阿羅約塞科的面積為17.68平方千米，皆為陸地。當地共有人口1979人，而人口密度為每平方千米111.93人。